# Eduardo De la Peña
Eduardo De la Peña, vollständiger Name Eduardo Maria De la Peña, (* 7. Juni 1955 in Minas, Uruguay) ist ein ehemaliger uruguayischer Fußballspieler.

## Karriere

### Verein
Mittelfeldakteur De la Peña spielte von 1976 bis 1982 für Nacional Montevideo in der Primera División. In den Spielzeiten 1977, 1980 und 1983 gewann sein Verein die Uruguayische Meisterschaft. 1980 siegte man überdies in der Copa Libertadores. De la Peña wirkte in beiden Finalspielen gegen den SC Internacional von Beginn an mit. Durch einen 1:0-Sieg am 11. Februar 1981 über Nottingham Forest, bei dem er allerdings nicht auflief, holte er mit seinem Klub den Weltpokal des Jahres 1980. Auch kam er im Entscheidungsspiel um die Copa Interamericana 1981 zum Zug. Nacional unterlag jedoch gegen den mexikanischen Verein UNAM Pumas. Nach seiner Zeit bei Nacional folgte in der Saison 1982/83 eine Karrierestation in Mexiko bei UAG Tecos. Dort kam er zu 30 Ligaeinsätzen und schoss ein Tor. Dem schloss sich ebenfalls im Jahr 1983 ein Engagement in Kolumbien bei Deportivo Cali an. 1984 stand er beim Club Atlético Huracán in Argentinien unter Vertrag, absolvierte 15 Ligabegegnungen und erzielte einen Treffer.

### Nationalmannschaft
De la Peña war Mitglied der A-Nationalmannschaft Uruguays, für die er zwischen dem 11. Juli 1979 und dem 6. September 1981 19 Länderspiele absolvierte, bei denen er einen Treffer erzielte. Mit der Celeste nahm er 1979 an der Copa América teil und gewann die über den Jahreswechsel 1980/81 ausgetragene Mundialito. Ferner wurde er 1979 bei der Copa Juan Pinto Durán eingesetzt. Auch im Rahmen der Qualifikation für die Weltmeisterschaft 1982 kam er zum Zug.

### Erfolge
- Weltpokal: 1980
- Copa Libertadores: 1980
- Uruguayischer Meister: 1977, 1980, 1983
- Mundialito: 1980/81